# Mickey Thompson
Marion Lee "Mickey" Thompson, född 7 december 1928 i Alhambra, Kalifornien, USA, död 16 mars 1988 i Bradbury, Kalifornien (mördad) var en amerikansk racerförare verksam inom off-road racing, dragracing och hastighetsrekord på land. Han invaldes 1990 i International Motorsports Hall of Fame.

## Död
Den 16 mars 1988 sköts Mickey Thompson och hans fru Trudy till döds av två beväpnade män vid sitt hem i Bradbury i Kalifornien, vid foten av San Gabriel Mountains. Mordet var länge ouppklarat, men den 4 januari 2007 dömdes deras tidigare affärspartner Michael Goodwin till två livstidsstraff.